# 굿모닝 부산
굿모닝 부산은 KBS부산 1라디오에서 2010년 2월 22일부터 2023년 5월 19일까지 13년간 방송했던 시사교양 프로그램이다.

## 역대 방송시간
| 방송 채널       | 방송 기간                        | 방송 시간                  |
| --------------- | -------------------------------- | -------------------------- |
| KBS부산 1라디오 | 2010년 2월 22일 ~ 2014년 4월 4일 | 평일 아침 8:35 ~ 아침 8:58 |
| KBS부산 1라디오 | 2014년 4월 7일 ~ 2023년 5월 19일 | 평일 아침 8:30 ~ 아침 8:58 |

## 역대 진행자
- 최현호 아나운서
- 차재환 아나운서

## 방송 내용
- 간추린 부산 뉴스를 전하는 부산정보센터(보도국 참여)
- 출근길 시내 교통 정보를 전하는 교통정보센터(경찰청)
- 일일 주요 이슈 전화 연결
- 뉴스 현장을 전하는 리포터 코너
- 오늘의 부산 안내 (행사 등 각종 공지사항 전달)